# Штерн Ліна Соломонівна
Штерн Ліна Соломонівна (англ. Lina Stern) (26 серпня 1878 — 7 березня 1968) — радянський біохімік, фізіолог і гуманіст. Вона є найбільш відомою за новаторську роботу в галузі гематоенцефалічного бар'єру, який вона описала як гематомозковий бар'єр в 1921 році.

## Біографія
Штерн Ліна Соломонівна народилася 26 серпня 1878 року в Лібава, Російська імперія (тепер Лієпая в Латвії) в єврейській родині. 1895 року вона закінчила гімназію, а 1898 року поїхала до Женеви (Швейцарія) і поступила на медичний факультет Женевського університету. 1918 року вона отримала звання професора у Женевському університеті, ставши першою жінкою-професором цього закладу. Ліна Штерн досліджувала клітинне дихання.
В 1925 році вона емігрувала до Радянського Союзу з ідейних міркувань. До 1948 року вона працювала професором 2-го Московського державного медичного інституту, була директором Інституту фізіології Академії наук СРСР. Довговічність та сон були серед багатьох проблем, над якими працювала Штерн і її наукова група. 1939 року вона стала першою жінкою-академіком. 1943 року вона отримала Сталінську премію «за видатні дослідження у галузі вивчення гематоенцефалічного бар'єру».
Вона була членом ВКП(б) з 1938 року. Також вона була членом Антифашистського комітету радянських жінок та ЄАК.
1949 року її було арештовано у «справі ЄАК». Її засудили до ув'язнення і заслання. Останнє вона відбувала у місті Джамбул (Казахстан) із серпня 1952 року.
1953 року (після смерті Сталіна) вона повернулася до Москви, але формально Ліна Штерн була реабілітована у листопаді 1958 року. Звання академіка було відновлено з 1 квітня 1953 року (розпорядження Президіума АН СРСР від 1 вересня 1953 року). З 1954 по 1968 роки вона очолювала відділ фізіології Інституту біологічної фізики АН СРСР (ІБФАН).
Ліна Штерн померла 7 березня 1968 року у Москві. Похована на Новодівочому цвинтарі.